# بيكا يوهانسون
بيكا يوهانسون (بالفنلندية: Paavo Jaale)‏ هو منافس ألعاب قوى فنلندي، ولد في 21 أكتوبر 1895 في هلسنكي في فنلندا، وتوفي بنفس المكان في 5 ديسمبر 1983.

## وصلات خارجية
- بيكا يوهانسون على موقع عالم كرة القدم.نت (الإنجليزية)
- بيكا يوهانسون على موقع أوليمبيديا (الإنجليزية)